# Lygodactylus waterbergensis
Espèce
Lygodactylus waterbergensis est une espèce de geckos de la famille des Gekkonidae.

## Répartition
Cette espèce est endémique d'Afrique du Sud.

## Étymologie
Son nom d'espèce, composé de waterberg et du suffixe latin -ensis, « qui vit dans, qui habite », lui a été donné en référence au lieu de sa découverte, le Waterberg.

## Publication originale
- Jacobsen, 1992 : New Lygodactylus taxa (Reptilia: Gekkonidae) from the Transvaal. Bonner Zoologische Beiträge, vol. 43, no 4, p. 527-542 (texte intégral).